# Stadionul Central (Ungheni)
Stadionul Central  este un stadion multifuncțional din Ungheni, județul Mureș, România. Este folosit de clubul de fotbal CS Unirea Ungheni. Are o capacitate maximă de 2.000 de locuri.